# Urtica gracilenta
Urtica gracilenta är en nässelväxtart som beskrevs av Edward Lee Greene. Urtica gracilenta ingår i släktet nässlor, och familjen nässelväxter. Inga underarter finns listade i Catalogue of Life.